# Strada nazionale 113 Trasversale Sarda
La strada nazionale 113 Trasversale Sarda era una strada nazionale del Regno d'Italia, che tagliava la Sardegna da est ad ovest tra le località di Orosei e Bosa.
Venne istituita nel 1923 con il percorso "Orosei - Nuoro - Silanus - Suni - Bosa Marina".
Nel 1928, in seguito all'istituzione dell'Azienda Autonoma Statale della Strada (AASS) e alla contemporanea ridefinizione della rete stradale nazionale, il suo tracciato costituì per intero la strada statale 129 Trasversale Sarda.